# Ронкопијаниђи (Ређо Емилија)
Ронкопијаниђи је насеље у Италији у округу Ређо Емилија, региону Емилија-Ромања.
Према процени из 2011. у насељу је живело 35 становника. Насеље се налази на надморској висини од 1101 м.